# Schuimbeton

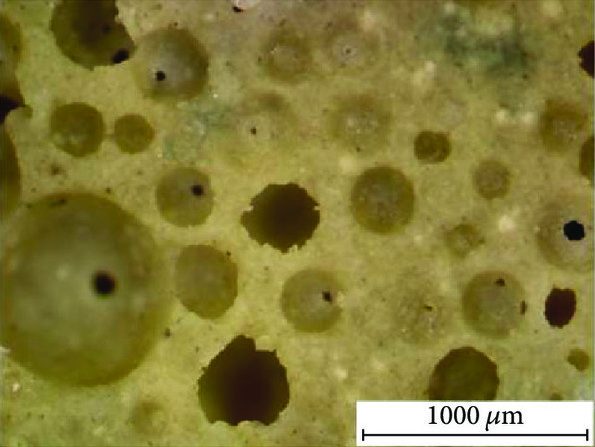
Schuimbeton

Schuimbeton is een mengproduct van cement, zand, kalk en water. Het schuimbeton wordt in vloeibare vorm schuimend aangebracht. In verharde vorm krijgt het een gesloten celstructuur, waardoor een licht doch enigszins draagkrachtig bouwmateriaal met hoge thermische isolatiewaarde verkregen wordt. Schuimbeton is dan ook ontwikkeld als een alternatief voor het veel zwaardere beton.
De vorming van kleine luchtbelletjes die ontstaan bij het uitharden van het materiaal verklaart de naam. In strikte zin van het woord is schuimbeton door afwezigheid van grind echter geen beton. Wanneer het in de fabriek worden geproduceerd en tevens de autoclaaf wordt gebruikt voor de verharding, spreekt men ook wel van cellen- of gasbeton.

## Eigenschappen
Schuimbeton is een veelzijdig bouwmateriaal met een eenvoudige productiemethode, die relatief goedkoop is in vergelijking met autoclaaf-aerogelbeton. Schuimbetonformules die vliegas gebruiken in de slurrymix zijn nog goedkoper en hebben een kleinere milieu-impact. Schuimbeton wordt geproduceerd met dichtheden variërend van 200 kg/m³ tot 1.600 kg/m³, afhankelijk van de toepassing. Lichtere dichtheidsproducten kunnen in verschillende maten worden gesneden. Hoewel het product als een vorm van beton wordt beschouwd (waarbij luchtbellen het aggregaat vervangen), geven de hoge thermische en akoestische isolatie-eigenschappen heel andere toepassingsmogelijkheden dan conventioneel beton. De prijs per kubieke meter is anno 2023 gemiddeld ongeveer tussen de 85 en 130 euro.

## Toepassingen
Wanneer het in vloeibare vorm in het werk toegepast wordt is schuimbeton een vloeibare betonspecie die verpompt wordt met behulp van slangen. Dit verpompen kan tot een maximale afstand van 100 meter horizontaal en 25 meter verticaal.
Vloeibaar schuimbeton is een zelfnivellerend product. Dit betekent dat het zichzelf over de ruimte verspreidt zonder dat het na het aanbrengen gladgestreken hoeft te worden. Hierdoor bereikt schuimbeton ook gemakkelijk alle gaten en kieren, en kunnen moeilijk bereikbare plekken als een kruipruimte makkelijk worden gevuld.
Wanneer schuimbeton uithardt, vormen zich in het beton kleine luchtbelletjes. Omdat deze geen doorlopend stelsel doch een zogenaamde 'gesloten' celstructuur vormen, is schuimbeton goed bestand tegen vorst, en toont het weinig krimp.
Cellen- of gasbeton is de toepassing van schuimbeton dat in de fabriek middels mallen en autoclaaf zijn geproduceerd. De zelfnivellerende werking van het vloeibare beton en de weinige krimp het bij het uitharden maakt dit materiaal een maatvast product. Ytong is van dit type product in Nederland een dermate veelgebruikt merk dat er sprake is van merkverwatering.

## Voor- en nadelen

### Voordelen
- Goede isolerende werking
- Het is licht en relatief sterk
- Vorstbestendig
- Vocht- en schimmelbestendig. Hoewel schimmel de eigenschappen van het materiaal niet aantast, leidt de celstructuur wel tot moeilijk te verwijderen vervuiling.
- Zelfnivellerend
- Relatief goedkoop
- Lange levensduur
- Het is na toepassing in vloeibare vorm reeds na 48 uur beloopbaar, hetgeen een belangrijke factor binnen de bouw is.

### Nadelen
- Vereist een goede voorbereiding, zowel voor toepassing in vloeibare en verharde vorm:
  - Hoewel vloeibare schuimbeton gemakkelijk is aan te brengen (het 'loopt' als het ware zelf de ruimte door), betekent dat wel dat het niet uit de ruimte weg mag kunnen lopen. De benodigde hoeveelheid dient nauwkeurig bepaald te worden.
  - Gedurende het ontwerp van vaste schuimbetonproducten moeten de maten en hoeveelheden reeds in rekening gebracht worden.
- Specifiek voor vloeibare schuimbeton;
  - Evenals bij toepassing van gewoon beton kan de ruimte enige tijd niet beschikbaar zijn vanwege het verhardingsproces.
  - Storten is afhankelijk van weersomstandigheden. Bij vorst en regen kan schuimbeton niet gestort worden.
  - Niet geschikt als dekvloer. Er moet altijd een deklaag aangebracht worden.